# Resolutie 601 Veiligheidsraad Verenigde Naties
Resolutie 601 van de Veiligheidsraad van de Verenigde Naties werd op 30 oktober 1987 aangenomen. Dit gebeurde met veertien stemmen voor en de onthouding van de Verenigde Staten. 
De Veiligheidsraad gaf secretaris-generaal Javier Pérez de Cuéllar toestemming om een staakt-het-vuren te onderhandelen tussen Zuid-Afrika en de Zuidwest-Afrikaanse rebellenbeweging SWAPO.

## Achtergrond
Het mandaat dat Zuid-Afrika over Zuidwest-Afrika had gekregen werd in de jaren zestig door de Verenigde Naties ingetrokken. Zuid-Afrika weigerde echter Namibië te verlaten. Het Zuid-Afrikaanse bestuur aldaar werd illegaal verklaard en Zuid-Afrika kreeg sancties opgelegd. Eind jaren zeventig leek de onafhankelijkheid van Namibië dan toch in zicht te komen en er werd gewerkt aan de organisatie van verkiezingen.

## Inhoud
De Veiligheidsraad:
- Heeft de rapporten van secretaris-generaal Javier Pérez de Cuéllar in beraad genomen.
- Heeft de verklaring van de voorzitter van de VN-Raad voor Namibië gehoord.
- Heeft ook de verklaring van Theo-Ben Gurirab, voorzitter van de SWAPO, overwogen.
- Herinnert aan de resoluties 1514 (XV), 2145 (XXI) en S-14/1 van de Algemene Vergadering.
- Herinnert aan en bevestigt de resoluties 269, 276, 301, 385, 431, 432, 435, 439, 532, 539 en 566.

1. Veroordeelt de voortdurende illegale bezetting van Namibië door Zuid-Afrika en de Zuid-Afrikaanse weigering om VN-resoluties na te leven.
2. Bevestigt de verantwoordelijkheid van de VN over Namibië.
3. Bevestigt dat alle openstaande kwesties verwant aan de uitvoering van resolutie 435 opgelost zijn.
4. Verwelkomt de bereidheid van de SWAPO tot een staakt-het-vuren.
5. Autoriseert de secretaris-generaal om een staakt-het-vuren tussen Zuid-Afrika en de SWAPO te regelen en stappen te zetten voor de inzet van de VN-Overgangsassistentiegroep.
6. Dringt er bij de lidstaten op aan de secretaris-generaal hiermee te helpen waar nodig.
7. Vraagt de secretaris-generaal om zo snel mogelijk te rapporteren over de uitvoering van deze resolutie.
8. Besluit om op de hoogte te blijven.

## Verwante resoluties
- Resolutie 539 Veiligheidsraad Verenigde Naties (1983)
- Resolutie 566 Veiligheidsraad Verenigde Naties (1985)
- Resolutie 629 Veiligheidsraad Verenigde Naties (1989)
- Resolutie 632 Veiligheidsraad Verenigde Naties (1989)

Lijst ·  594 ·  595 ·  596 ·  597 ·  598 ·  599 ·  600 ·  601 ·  602 ·  603 ·  604 ·  605 ·  606